# 다카히라 미유
다카히라 미유(일본어: 高平 美憂, 1999년 11월 4일 ~ )는 일본의 여자 축구 선수이다.

## 국가대표팀 경력
2016년 FIFA U-17 여자 월드컵 준우승, 2018년 FIFA U-20 여자 월드컵 우승에 기여했다.
그녀는 2022년 EAFF E-1 풋볼 챔피언십에 참가할 일본 국가대표팀에 발탁되었으며, 7월 23일 중화 타이베이와의 경기에서 데뷔했다. E-1 풋볼 챔피언십 우승.

## 통계
| 일본 | 일본 | 일본 |
| 연도 | 출전 | 득점 |
| ---- | ---- | ---- |
| 2022 | 1    | 0    |
| 통산 | 1    | 0    |